# Everett Dean
Everett S. Dean (Livonia, Indiana, 18 de marzo de 1898 - Caldwell, Idaho, 26 de octubre de 1993) fue un jugador y entrenador de baloncesto estadounidense, faceta esta última que le valió para ser incluido tanto en el Basketball Hall of Fame como en el National Collegiate Basketball Hall of Fame como entrenador. Ganó en 1942 el Torneo de la NCAA con la Universidad de Stanford. Además, jugó al fútbol americano y al béisbol, deporte en el que fue también entrenador en la NCAA durante 18 temporadas.

## Trayectoria deportiva

### Universidad
Tras practocar tres deportes en su etapa de high school, jugó con los Hoosiers de la Universidad de Indiana, donde fue elegido en el mejor quinteto de la Big Ten Conference en 1921, e incluido ese mismo año en el equipo All-American.

### Entrenador

#### Carleton College
Tras graduarse en 1922, se convirtió en el entrenador de baloncesto y de béisbol del Carleton College de Northfield, Minnesota, cargos quer mantuvo durante tres temporadas. En béisbol ganó 48 de 52 partidos disputados, siendo elegidos campeones de la Middle Western Conference. Mientras tanto, en baloncesto acabó primero en las tres temporadas, logrando 46 victorias por 4 derrotas, con una última temporada perfecta de 14 victorisd y ninguna derrota.

#### Indiana Hoosiers
En 1924 regresó a su alma mater para convertirse en el entrenador de baloncesto y de béisbol, siendo el único entrenador de la Big Ten Conference que llevaba dos deportes. Permaneció allí hasta 1938, tiempo en el que sus equipos de béisbol consiguieron tres títulos de conferencia, en 1926, 1928 y 1836, mientras que en baloncesto logró 162 victorias por 93 derrotas.

#### Stanford Cardinal
En 1938 pasa a ser el entrenador de baloncesto de la Universidad de Stanford. Fue su entrenador hasta 1955, periodo de tiempo en el que logró 167 victorias y 120 derrotas. En 1942 consiguió su primer y único Torneo de la NCAA, tras derrotar en la final a Dartmouth.
Se hizo cargo del equipo de béisbol en 1950, retirándose cinco temporadas después, en 1955.